# 见习女神 噗噜噗噜夏露姆
《见习女神 噗噜噗噜夏露姆》（日语：みならいめがみ プルプルんシャルム）是Jikouryu（ジコウリュウ）原作、Kidaniel（キダニエル）作画的日本四格漫画作品，2012年至2016年在《月刊少年天狼星》杂志上连载，并与《摸索吧！部活剧》合作推出了电视动画。

## 剧情简介
为了维持存在于同一次元的众多平行世界的平衡，五位高中生被挑选出来成为见习女神的成员；然而原本该努力执行任务的她们，却每天都过著悠闲自在的高中生活。另外，该漫画还与日本文化放送网络广播节目《A&G NEXT GENERATION Lady Go!!》进行了合作。

## 人物介绍
有栖川凛（配音：三上枝織）
县立深緑学園高等学校1年生，性格天然，灵感敏锐。偶尔会说出津轻方言。
十六夜花音（配音：大久保瑠美）
私立黎明女子学院附属女子高等学校1年生。茶道部、筝曲部、花道部部员。身材娇小，是令老师和前辈感到可爱的100%妹属性角色，但拥有着工于算计的腹黑一面。
宇佐美陽菜（配音：小松未可子）
县立深绿学园高等学校1年生。和凛是自幼稚园起相识的青梅竹马，深思熟虑的知性美女。
为了避免与《摸索吧！部活剧》中的佐藤阳菜（人称）混淆，一般称呼宇佐美陽菜为“阳菜酱”（ひなちゃん）。
圆城寺结衣（配音：高森奈津美）
私立抚子女子高等学校2年生。运动精神超群，担任体操部部长，水平达到奥运候补的水平。聪明而且值得信赖，巨乳。
小此木友美（配音：上坂堇）
都立帝圣高等学校3年生，生性冷静而洞察力敏锐的天才。因为驾驶直升机不方便转而以战车代步。会说俄语。

## 电视动画
本作目前未推出独立动画，而是与《摸索吧！部活剧》合作推出了《摸索吧！部活剧 Spinoff 和噗噜噗噜夏露姆游玩吧》（てさぐれ!部活もの すぴんおふ プルプルんシャルムと遊ぼう）。除了原本探索部的部分，新增了见习女神们的即兴表演，此外双方的角色也会串场至另一方进行即兴表演。

## 书籍信息
日文单行版由讲谈社出版，繁体中文版由台湾东立出版社出版。
| 册数 | 日文版 （ 讲谈社）    | 日文版 （ 讲谈社）     | 繁体中文版 （ 东立出版社） | 繁体中文版 （ 东立出版社） |
| 册数 | 发售时间              | ISBN                   | 发售时间                   | ISBN                       |
| ---- | --------------------- | ---------------------- | -------------------------- | -------------------------- |
| 1    | 附DVD版：2014年4月7日 | ISBN 978-4-06-376438-3 |                            |                            |
| 1    | 通常版：2015年3月9日  | ISBN 978-4-06-376536-6 | 2016年5月13日              | ISBN 978-986-462-882-7     |
| 2    | 2015年4月9日          | ISBN 978-4-06-376541-0 | 2017年2月17日              | ISBN 978-986-462-883-4     |
| 3    | 2015年4月9日          | ISBN 978-4-06-376542-7 |                            |                            |
| 4    | 2016年2月9日          | ISBN 978-4-06-390602-8 |                            |                            |